# Église Saint-Géry d'Aubechies
 (septembre 2022).
Si vous disposez d'ouvrages ou d'articles de référence ou si vous connaissez des sites web de qualité traitant du thème abordé ici, merci de compléter l'article en donnant les références utiles à sa vérifiabilité et en les liant à la section « Notes et références ».
L'église Saint-Géry est un édifice religieux catholique de style roman sis à Aubechies (commune de Beloeil), dans la province du Hainaut, en Belgique. Construite au XIe siècle et entièrement restaurée au début du XXe, l’église est lieu de culte de la communauté catholique d’Aubechies. Elle est listée au patrimoine de Wallonie depuis 1948. 

## Histoire
Les recherches archéologiques ont relevé une présence humaine sur le site d’Aubechies datant au moins de la période gallo-romaine. Et le bassin hexagonal de la crypte fait penser que l’église fut bâtie sur l’emplacement d’un ancien temple romain de l’ère préchrétienne.  
L’édifice fut construit à la fin du XIe siècle pour un prieuré bénédictin fondé en 1077. À l’invitation de Gérard II, évêque de Cambrai, quelques moines bénédictins s’installèrent sur le site. Leur église resta inachevée car leur prieuré fut supprimée en 1119 par l’évêque Burchard, successeur d’Odon de Tournai, à Cambrai. Elle fut rattachée à l’abbaye de Saint-Ghislain. 
En 1454, le bâtiment menaçant ruines, il fut décidé de construire une nouvelle église. On garda les plans d’origine et l’on construisit une tour avec flèche au-dessus du transept. La nef fut agrandie. D’autres restaurations ou modifications plus ou moins importantes furent faites au cours des siècles. 
A la fin du XIXe siècle l’église étant fort délabrée on pensait la démolir. La ténacité du curé, l’abbé Parent fit que l’on s’orienta finalement vers une restauration complète. Le projet dura pas moins de quatre ans – 1900 à 1904 – sous la direction de l’architecte Sonneville. On peut parler d’une véritable reconstruction. Son aspect roman est respecté mais une tour-clocher carrée au croisement du transept remplace l‘ancienne tour en bois. Une sacristie est ajoutée sur le côté gauche de l’édifice ainsi qu’une tourelle – également carrée – avec escalier à vis intérieur permettant d’accéder au clocher. Un porche d’entrée est ajouté (l’ancienne entrée latérale est murée) et les murs furent consolidés.   
Depuis 1948, l’église Saint-Géry d’Aubechies est listée au patrimoine immobilier de Wallonie.  

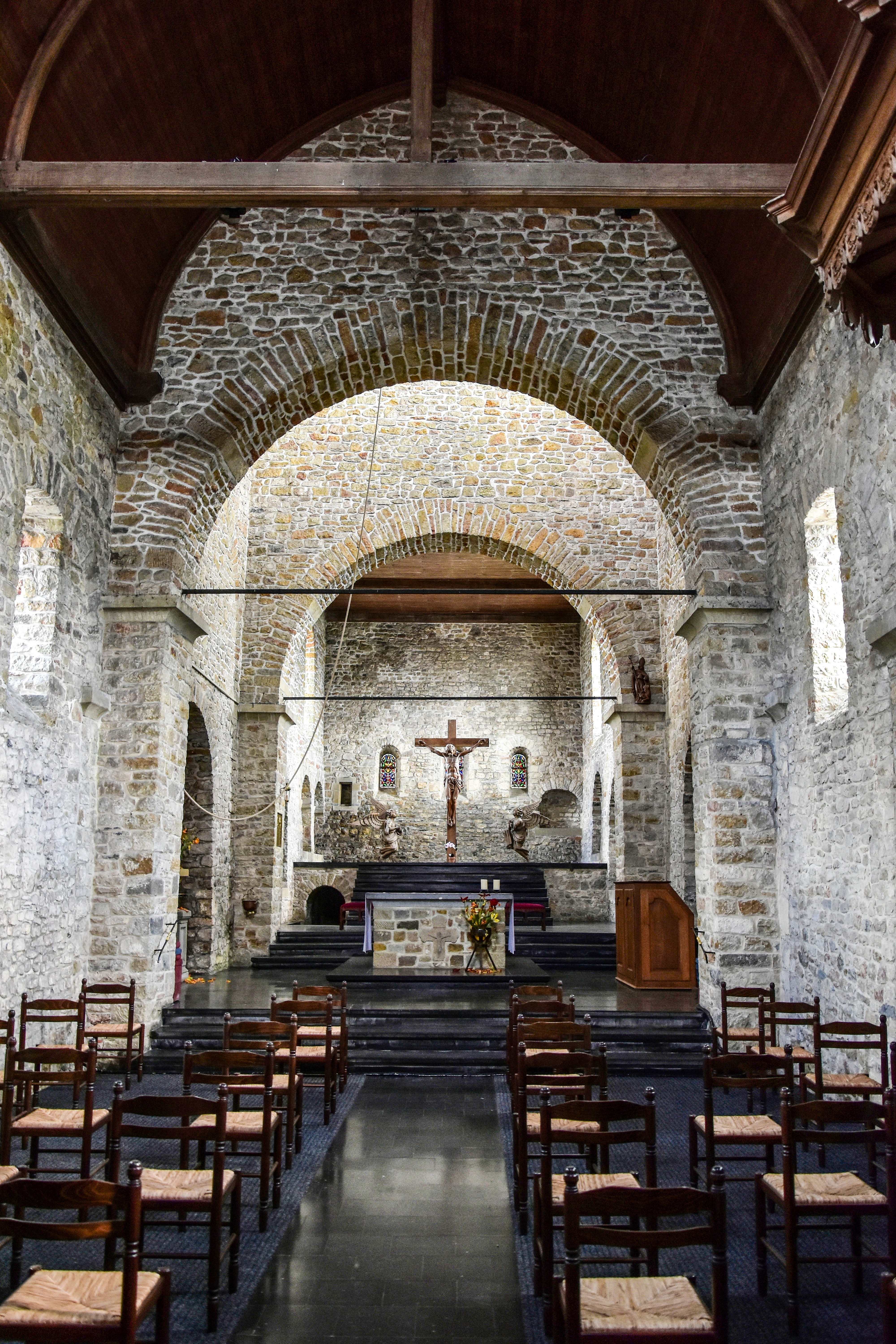
La nef et le sanctuaire de l'église

## Description
Une nef unique de trois travées, précédée d'un porche reconstruit sur la base de fondations anciennes abouti à un sanctuaire à chevet plat surmontant une crypte-couloir transversale. Entre la nef et le sanctuaire une tour-clocher carrée de style néo-roman avec modeste transept. 

## Patrimoine
- La chaire de vérité et les confessionnaux datent probablement de 1743. En bois de chêne ils sont attribués au tournaisien Ignace Fouquet et au chièvrois Alexis Leblanc.
- De nombreuses statues en chêne : deux anges adorateurs provenant d'un ancien hôtel (sans doute 1757-1759). Un Saint-Géry, en bois polychromé (c. 1739) est attribué au tournaisien Cousin.
- Une ‘pietà’ sur toile datant du XVIIe siècle (peut-être copie).
- Le coffre en chêne des marguilliers de l’église (XVIIIe siècle).
- La crypte (découverte en 1960) est accessible par un unique escalier à sept marches, descendant du sanctuaire. Le bassin hexagonal qui s’y trouve est un vestige de l’époque romaine.
- Dans le cimetière adjacent, au sud-ouest de l’église, se trouve le monument funéraire du pasteur Caudron (mort en 1753).